# Peršaja Liha 2007
La Peršaja Liha 2007 è stata la 17ª edizione della seconda serie del campionato bielorusso di calcio. La stagione è iniziata il 22 aprile 2007 ed è terminata il 3 novembre successivo.

## Stagione

### Novità
Al termine della passata stagione, sono salite in massima serie Minsk e Smarhon'. Sono retrocesse in Druhaja liha Lida e Bjaroza.
Dalla Vyšėjšaja Liha 2006 sono retrocesse Ljakamatyŭ Minsk e Belšyna. Dalla Druhaja liha sono salite Dinama-Belkard Hrodna e Savit Mahilëŭ.
Le seguenti squadre hanno cambiato denominazione:
- Il Mikašėvičy è diventato Hranit Mikašėvičy
- Il Mazyr-ZLiN è diventato Mazyr

### Formula
Le quattordici squadre si affrontano due volte, per un totale di ventisei giornate.
Le prime tre classificate, vengono promosse in Vyšėjšaja Liha 2008. L'ultima, invece, retrocede in Druhaja liha.

## Classifica finale
|  | Pos. | Squadra               | Pt | G  | V  | N | P  | GF | GS | DR  |
|  | ---- | --------------------- | -- | -- | -- | - | -- | -- | -- | --- |
|  | 1.   | Savit Mahilëŭ         | 53 | 26 | 16 | 5 | 5  | 50 | 21 | +29 |
|  | 2.   | Hranit Mikašėvičy     | 52 | 26 | 16 | 4 | 6  | 39 | 22 | +17 |
|  | 3.   | Ljakamatyŭ Minsk      | 52 | 26 | 16 | 4 | 6  | 49 | 21 | +28 |
|  | 4.   | Belšyna (-3)          | 49 | 26 | 15 | 7 | 4  | 46 | 26 | +20 |
|  | 5.   | Chimik Svetlahorsk    | 44 | 26 | 12 | 8 | 6  | 46 | 31 | +15 |
|  | 6.   | Veras Njasviž         | 40 | 26 | 12 | 4 | 10 | 28 | 25 | +3  |
|  | 7.   | Chvalja Pinsk         | 39 | 26 | 11 | 6 | 19 | 34 | 38 | -4  |
|  | 8.   | Dinama-Belkard Hrodna | 36 | 26 | 11 | 3 | 12 | 33 | 37 | -4  |
|  | 9.   | Baranavičy            | 35 | 26 | 10 | 5 | 11 | 28 | 28 | -5  |
|  | 10.  | Vedryč-97 Rėčyca      | 33 | 26 | 9  | 6 | 11 | 29 | 26 | +3  |
|  | 11.  | Polack                | 23 | 26 | 6  | 5 | 15 | 26 | 49 | -23 |
|  | 12.  | Kamunal'nik Slonim    | 20 | 26 | 5  | 5 | 16 | 22 | 48 | -26 |
|  | 13.  | Mazyr                 | 18 | 26 | 4  | 6 | 16 | 26 | 44 | -18 |
|  | 14.  | Zorka-BDU Minsk       | 10 | 26 | 2  | 4 | 20 | 17 | 58 | -41 |

Legenda:
      Promossa in Vyšėjšaja Liha 2008.
      Retrocessa nelle Druhaja Liha 2008
Note:
Tre punti a vittoria, uno a pareggio, zero a sconfitta.